# 北京地下鉄DK1型電車
北京地下鉄DK1型電車（ペキンちかてつDK1がたでんしゃ）は、1967年に北京地下鉄1号線用に製造された試験車。北京地下鉄の最初の車両と同時に、中国語圏で初の鉄道線用の電車でもある。

## 概要
1号線の開業に先駆け、1967年に長春軌道客車股份有限公司で001・002号の2両1編成が製造された。モスクワ地下鉄Д型電車(ロシア語）に範をとった19m普通鋼製車体で、前面に貫通扉を備え、片側4箇所に扉が設けられている。その後開発された北京地下鉄DK2型電車では一転してより小型の片側3扉車体となり、北京地下鉄では1984年にM-1000型が投入されるまで4扉は長らく唯一の採用例となった。車内は固定式のクロスシートとなっている。

## 運用
上記の通り、北京地下鉄最初の車両として製造され、開業前の試験に使用されたが、車高がトンネル限界より90mmオーバーしたため営業路線には入線できず、走行試験は古城車両基地の構内で実施されたのみだった。1969年に北京地下鉄が開業した際には、本形式を母体として開発されたDK2が営業運転で使用されることとなった。
上記の車両限界に加え、車体の強度不足も判明したため程なく事業用としても使用されなくなり、長らく古城車両基地に放置されて荒廃していたが、2015年より修復が進められ、2018年6月13日に開催された「北京都市交通展覧会」でうち1両が公開された。

## 編成
制御電動車001・002号の2両編成である。